# KSK Lebbeke
Ne pas confondre avec le Rapide Club Lebbeke, un autre club de la commune de Lebbeke
Maillots
Dernière mise à jour : 24 juin 2013.
Le Koninklijke Sportkring Lebbeke était un club de football belge, basé dans la commune de Lebbeke. Porteur du matricule 3558, le club évolue en 2013-2014 en deuxième provinciale de Flandre-Orientale. Au cours de son Histoire, il a disputé 20 saisons dans les divisions nationales, toutes en Promotion, le quatrième niveau national.
Il a longtemps entretient une forte rivalité avec le Rapide Club Lebbeke, un autre club de Lebbeke, fondé 35 ans plus tard.
En fin de saison 2015-2016, le K. SK Lebekke et le Rapide Club ont fusionné sous le nom de Football Club Lebbeke et lme matricule 8601.

## Histoire
Le Sportkring Lebbeke est fondé en 1942. Il s'affilie à l'Union Belge le 15 mai de la même année, et reçoit le matricule 3558. Il débute dans les championnats régionaux et provinciaux. En quinze ans, il gravit les échelons jusqu'aux séries nationales, qu'il atteint en 1958.
Arrivé en Promotion, le club joue les premiers rôles, obtenant plusieurs places d'honneur : cinquième en 1959, quatrième en 1960, deuxième en 1963, troisième en 1968, et encore quatrième en 1970. Ce sera la dernière performance notable du club en nationales, qui finit quatorzième l'année suivante et est renvoyé en première provinciales après treize saisons de présence ininterrompue en Promotion.
Le 22 décembre 1992, le club évolue toujours en provinciales, et est reconnu « Société Royale », et adapte son appellation officielle en Koninklijke Sportkring Lebbeke. Il parvient à revenir en Promotion en 1996, mais redescend directement après une seule saison. Deux ans plus tard, le club décroche une nouvelle montée. Il termine la saison en milieu de classement mais parvient à remporter le classement de la troisième tranche et se qualifie ainsi pour le tour final pour la montée en Division 3. Il élimine le KFC Zwarte Leeuw au premier tour mais est ensuite battu par le Stade Louvain et manque donc une seconde promotion de rang. Le KSK Lebbeke termine quatrième en 2002, mais manque le tour final, dépassé par les différents vainqueurs de tranches. L'année suivante, il obtient des résultats inverses, et doit passer par les barrages pour assurer son maintien. Il est battu par Kontich, mais parvient à assurer son maintien lors du tour final interprovincial. Il finit encore troisième en 2004, ce qui lui permet de participer au tour final pour la montée en Division 3. Il élimine d'abord Montegnée, mais est battu au deuxième tour par Evergem et n'est donc pas promu. La saison suivante, le club subit un nouveau contre-coup, et termine quatorzième, une place de relégable, et est renvoyé en première provinciale. Par la suite, le club chute encore jusqu'en deuxième provinciale, où il évolue jusqu'à la saison 2011-2012. Il remporte le tour final cette saison-là et remonte en première provinciale à l'entame de la saison 2012-2013. Le retour parmi l'élite de la province est difficile pour le club, qui se retrouve relégué en « P2 » après une saison.
Dans le courant de la saison 2015-2016, les dirigeants du K. SK Lebbeke et leurs voisins du Rapide Club décident de fusionner les deux entités. La fusion devient effective le 1er juillet 2016. Le matricule 8601 (du Rapide) est conservé tandis que le "3558" du KSK" est radié. Le cercle formé prend le nom de FC Lebbekke et évolue en Division 3 Amateur VFV en 2016-2017.

## Résultats dans les divisions nationales
Statistiques mises à jour au 24 juin 2013

### Bilan
| Niv | Divisions     | Jouées | Titres | TM Up | TM Down |
| --- | ------------- | ------ | ------ | ----- | ------- |
| I   | 1re nationale | 0      | 0      |       |         |
| II  | 2e nationale  | 0      | 0      |       |         |
| III | 3e nationale  | 0      | 0      |       |         |
| IV  | 4e nationale  | 20     | 0      | 2     | 1       |
| V   | 5e nationale  | 0      | 0      |       |         |
|     |               |        |        |       |         |
|     | TOTAUX        | 20     | 0      | 2     | 1       |

- TM Up : test-match pour départager des égalités, ou toutes formes de Barrages ou de Tour final pour une montée éventuelle.
- TM Down : test-match pour départager des égalités, ou toutes formes de Barrages ou de Tour final pour le maintien.

### Classements saison par saison
| Ordre               | Saison  | Nom du club | Niveau            | Classement final | Remarques  |
| ------------------- | ------- | ----------- | ----------------- | ---------------- | ---------- |
| 1                   | 1958-59 | SK Lebbeke  | Promotion série A | 5e/16            |            |
| 2                   | 1959-60 | SK Lebbeke  | Promotion série C | 4e/16            |            |
| 3                   | 1960-61 | SK Lebbeke  | Promotion série A | 13e/16           |            |
| 4                   | 1961-62 | SK Lebbeke  | Promotion série B | 8e/16            |            |
| 5                   | 1962-63 | SK Lebbeke  | Promotion série A | 2e/16            |            |
| 6                   | 1963-64 | SK Lebbeke  | Promotion série B | 6e/16            |            |
| 7                   | 1964-65 | SK Lebbeke  | Promotion série B | 10e/16           |            |
| 8                   | 1965-66 | SK Lebbeke  | Promotion série C | 9e/16            |            |
| 9                   | 1966-67 | SK Lebbeke  | Promotion série B | 11e/16           |            |
| 10                  | 1967-68 | SK Lebbeke  | Promotion série A | 3e/16            |            |
| 11                  | 1968-69 | SK Lebbeke  | Promotion série A | 8e/16            |            |
| 12                  | 1969-70 | SK Lebbeke  | Promotion série B | 4e/16            |            |
| 13                  | 1970-71 | SK Lebbeke  | Promotion série D | 14e/16           | Relégué!   |
| séries provinciales |         |             |                   |                  |            |
| 14                  | 1996-97 | KSK Lebbeke | Promotion série B | 14e/16           | Relégué!   |
| séries provinciales |         |             |                   |                  |            |
| 15                  | 1999-00 | KSK Lebbeke | Promotion série B | 8e/16            | Tour final |
| 16                  | 2000-01 | KSK Lebbeke | Promotion série B | 8e/16            |            |
| 17                  | 2001-02 | KSK Lebbeke | Promotion série B | 4e/16            |            |
| 18                  | 2002-03 | KSK Lebbeke | Promotion série B | 13e/16           | Barrages   |
| 19                  | 2003-04 | KSK Lebbeke | Promotion série B | 3e/16            | Tour final |
| 20                  | 2004-05 | KSK Lebbeke | Promotion série B | 14e/16           | Relégué!   |
| séries provinciales |         |             |                   |                  |            |